# Sint-Lambertuskathedraal
De voormalige Sint-Lambertuskathedraal te Luik, voluit kathedraal van Onze-Lieve-Vrouw en Sint-Lambertus (Frans: cathédrale Notre-Dame-et-Saint-Lambert) was de hoofdkerk van het prinsbisdom Luik. De kerk was gewijd aan de heilige Lambertus van Maastricht. De eerste voorganger van de kerk dateerde waarschijnlijk uit de achtste eeuw. De kathedraal werd diverse malen herbouwd, het laatst vanaf circa 1185 in gotische stijl. Het gebouw werd tijdens de Luikse Revolutie (1789-1795) en in de jaren van de Franse bezetting (1794-1814) afgebroken door Luikse sympathisanten van de Franse Revolutie. Ter plekke bevindt zich thans de Place Saint-Lambert en (ondergronds) het Archéoforum.

## Geschiedenis

### Voorchristelijke bebouwing
Vóór de bouw van de eerste kerk of kapel was er ter plaatse al bewoning. Bij diverse archeologische opgravingen zijn in de loop van de twintigste eeuw niet alleen resten van de omstreeks 1800 verwoeste kathedraal aangetroffen, maar ook van de diverse voorgangers van deze kerk, inclusief restanten van een hypocaustum en andere onderdelen van een Gallo-Romeinse villa. De villa werd vanaf het einde van de eerste eeuw na Chr. gebouwd, vermoedelijk in twee fasen. Het betrof een vrij groot bouwwerk van steen, omringd door gebouwen van leem, met een oppervlakte 54 x 35 meter. De villa werd vermoedelijk omstreeks 300 na Chr. verlaten. Het is niet bekend hoeveel er nog over was van de Romeinse bebouwing ten tijde van bisschop Lambertus van Maastricht (638?-705?). In elk geval werd in de zevende eeuw op het villaterrein een nieuw verblijf gebouwd, wellicht met gebruikmaking van Romeinse funderingen en muurrestanten, dat als (tijdelijke?) verblijfplaats van de bisschoppen van Maastricht dienst deed. Dit is vrijwel zeker de plaats waar Lambertus omstreeks 700 werd vermoord door de clan van Dodo. Het betrof waarschijnlijk een wraakmoord, want Dodo, een domesticus (rentmeester) van Pepijn van Herstal en vermoedelijk de broer van Pepijn van Herstals tweede vrouw Alpaida, was kort daarvoor vermoord door medestanders van Lambertus.

### Martyrium
Op de plaats van de moord liet Lambertus' opvolger, Hubertus van Luik (655-727), een kerkje of kapel bouwen ter ere van de martelaar-bisschop. Dit zogenaamde martyrium mat circa 50 x 15 meter. De kerk was gebouwd op de grondvesten van de villa, maar de muren volgden niet dezelfde richting. Opvallend was ook dat het gebouw niet georiënteerd was; het koor, volgens de overlevering de plaats waar Lambertus was vermoord, bevond zich aan de westzijde. De stoffelijke resten van Lambertus, die in Sint Pieter (bij Maastricht) was begraven, werden daarna door Hubertus overgebracht naar het nieuwe martyrium in Luik. Volgens de overlevering werd de zetel van het bisdom Tongeren-Maastricht-Luik kort daarna (in 722) overgebracht naar Luik. De eerste schriftelijke vermelding van Luik als bisschopszetel dateert echter pas van 835.

### Karolingische kathedraal
Tijdens het Karolingische tijdperk, in de negende eeuw, werd het martyrium omgebouwd tot een grote kerk met een lengte van ruim 70 meter en een breedte van ongeveer 23 meter. Het westkoor van deze eerste kathedraal bevindt zich op de plaats van de apsis van het martyrium. Blijkbaar was er in deze tijd een klooster aan de kerk verbonden, de voorloper van het kapittel van Sint-Lambertus. In 881, tijdens een plundering door de Noormannen (zie: plundering van Maastricht), ging het "klooster van Saint-Lambertus" in vlammen op, maar werd daarna hersteld.

### Ottoonse en romaanse kathedraal
In 972 werd de kloostergemeenschap van Sint-Lambertus door Notger, prins-bisschop van Luik van 971 tot 1008, omgevormd in een seculier kapittel, dat uiteindelijk zestig kanunniken zou tellen. De bouw van de ottoonse kathedraal begon omstreeks het jaar 1000 en werd eveneens in gang gezet door Notger. Deze kathedraal had een westwerk, een oostelijke kloostergang, twee tegenover elkaar gelegen koren, twee transepten en een crypte met het graf van Sint-Lambertus. Twee vierkante torens markeerden de kruising van het schip en de transepten. De ingangsportalen bevonden zich, zoals ook later bij de gotische kathedraal, aan de noord- en zuidzijde. De architectuur van de ottoonse kathedraal sloot aan bij die van de grote keizerkerken in Duitsland. In de periode 1140-1180 werd de kerk verbouwd in de Maaslandse variant van de romaanse stijl. De opgegraven bouwsculptuurfragmenten van de ottoons-romaanse kerk doen vermoeden dat het niet alleen de grootste, maar ook een van de rijkst gedecoreerde kerken van het in die tijd toonaangevende Luiks-Limburgse Maasland was. In 1185 verwoestte een grote brand een groot deel van de kathedraal.

### Gotische kathedraal
De bouw van de gotische kathedraal begon in 1194 en werd pas in 1431 voltooid met de bouw van de grote toren. Het was een van de eerste gotische kathedralen na de Notre-Dame van Parijs. Zij werd gebouwd op de fundamenten van een eerdere kerk die in 1185 was afgebrand. Aan de westzijde had zij twee torens van ongeveer tachtig meter hoog en aan de zuidoostzijde een enorme toren van 134 meter. Vlak naast de kathedraal stond het Paleis van de Prins-bisschoppen, het Palais des princes-évêques, dat nu het Luikse gerechtsgebouw is.

### Notre-Dame-aux-Fonts
Ten zuidoosten van de kathedraal bevond zich de veel kleinere kerk Notre-Dame-aux-Fonts (Onze-Lieve-Vrouwe-van-de-doopvont). Voor deze doopkerk vervaardigde Reinier van Hoei in opdracht van abt Hellinus een doopvont. De kerk van Notre-Dame-aux-Fonts is samen met de kathedraal afgebroken. Het doopvont is daarna ondergebracht in de Sint-Bartolomeüskerk.

### Organisten en kapelmeesters
Onderstaande musici waren korte of lange tijd verbonden als organist en/of kapelmeester aan de Sint-Lambertuskathedraal:
- Léonard de Hodémont (1575-1639) kapelmeester
- Henri de Remouchamps (1585-1639) organist
- Pierre Probus kapelmeester
- Lambert Pietkin (1613-1696)
- Henri-Guillaume Hamal (1685-1752)
- Jean-Noël Hamal (1709-1778)
- Henri Hamal (1744-1820)

### Kathedraal als begraafplaats
Een groot aantal bisschoppen en prins-bisschoppen van Luik, alsmede andere bekende Luikenaren werden in de kathedraal begraven, onder andere:
- Frederik van Namen († 1121)
- Everhard van der Marck († 1538)
- Gerard van Groesbeek († 1580)
- George Lodewijk van Bergen († 1743)
- Franciscus Karel van Velbrück († 1784)

### Afbraak
De Luikse Revolutie, gericht tegen de prins-bisschop, vond plaats in augustus 1789, slechts enkele weken na de Franse Revolutie. De prins-bisschop, Cesar van Hoensbroeck (1724-1792), werd verdreven, maar keerde begin 1791 terug, waarmee een einde kwam aan de Luikse Republiek (1789-1791). De afbraak van de kathedraal, het verguisde symbool van de prins-bisschoppelijke macht, kwam pas tijdens de tweede fase van de Luikse Revolutie, die in 1794 overging in de Franse Tijd. Eind november 1792 werd Luik ingenomen door de Franse revolutionairen tijdens de Eerste Coalitieoorlog, maar dezen moesten zich al na een paar maanden terugtrekken. Hoewel het initiatief voor de sloop van de kathedraal kwam van revolutionaire Luikenaars zelf, werden de plannen pas effectief uitgevoerd na de terugkeer van de Fransen in 1794. Een "Commission destructive de la cathédrale" werd belast met het verwijderen van het lood van de daken. Het lood (en koper) werd gebruikt voor de vervaardiging van wapens en munitie voor de Franse oorlogsvoering. Een rapport van november van dat jaar meldt de "levering" aan de Fransen van 298.200 pond lood en 44.818 pond koper. De grote toren werd vanaf juli 1795 neergehaald; de twee westelijke torens in 1803. Omstreeks 1815, aan het einde van de Franse bezetting, was de sloop van het enorme bouwwerk min of meer voltooid. De site werd in 1827 genivelleerd, maar het opruimen van de laatste restanten (een passage tussen de kathedraal en het Prins-bisschoppelijk Paleis) duurde tot 1929. Historici vergelijken de symboolwaarde van de vernietiging van de kathedraal van Luik met die van de onthoofding van Lodewijk XVI in Parijs.
Wat er overbleef was, letterlijk en figuurlijk, een gat in het hart van de stad. Het duurde tientallen jaren voordat het nieuw ontstane plein een nieuwe bestemming kreeg. De lege plek waar de kathedraal stond heet nu Place Saint-Lambert.

## Erfgoed

### Archeologie en bouwsculptuur
In de loop van de twintigste eeuw zijn er meerdere archeologische opgravingen op de plaats van de vroegere kathedraal uitgevoerd. Onder andere werden restanten van de funderingen, vloeren en opgaand muurwerk ontdekt van de gotische kathedraal en haar diverse voorgangers. De opgravingen werden geconserveerd en getransformeerd tot het ondergrondse museum Archéoforum, dat in 2003 open ging. In het museum bevinden zich diverse bouwsculpturen en andere archeologische vondsten, afkomstig uit de gotische kathedraal en haar voorgangers. Ook in het museum Grand Curtius bevindt zich vondstmateriaal van de Sint-Lambertuskathedraal, waaronder een karolingisch reliëf, mogelijk een restant van een koorafscheiding.

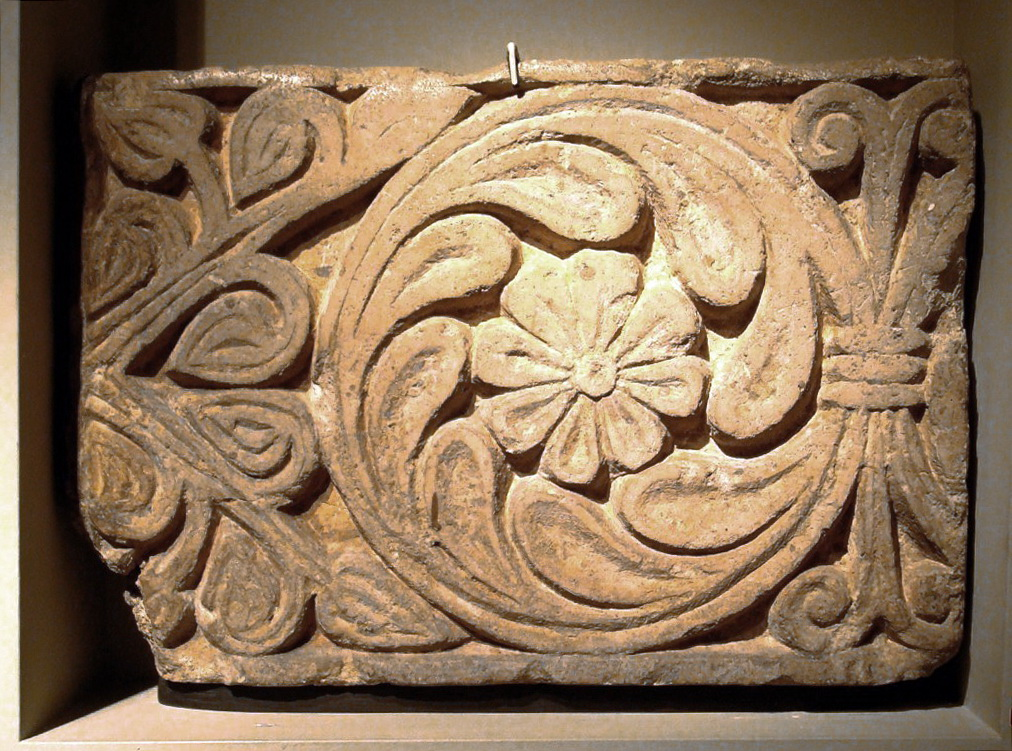
Karolingisch reliëf (Grand Curtius)
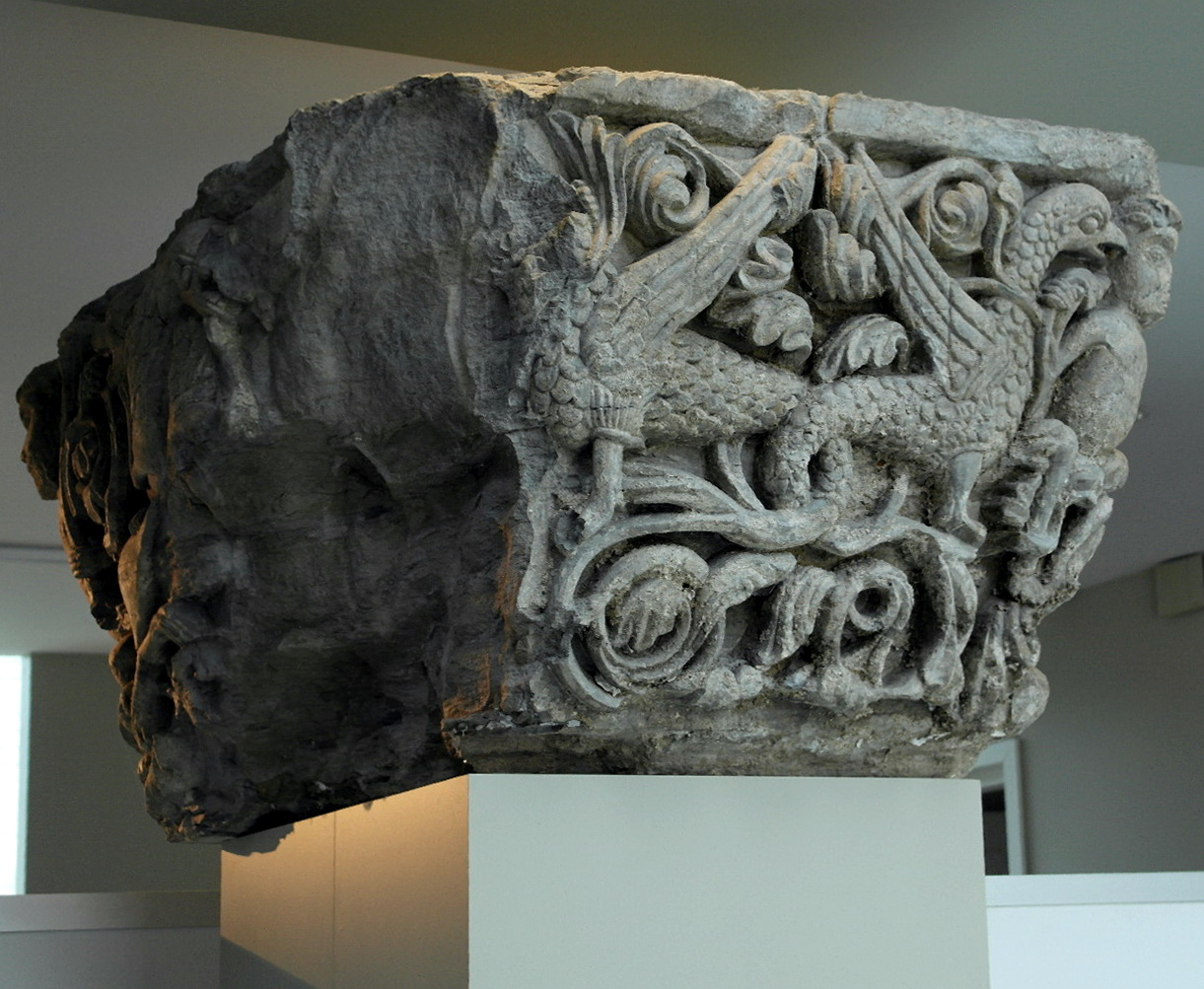
Romaans kapiteel (Grand Curtius)
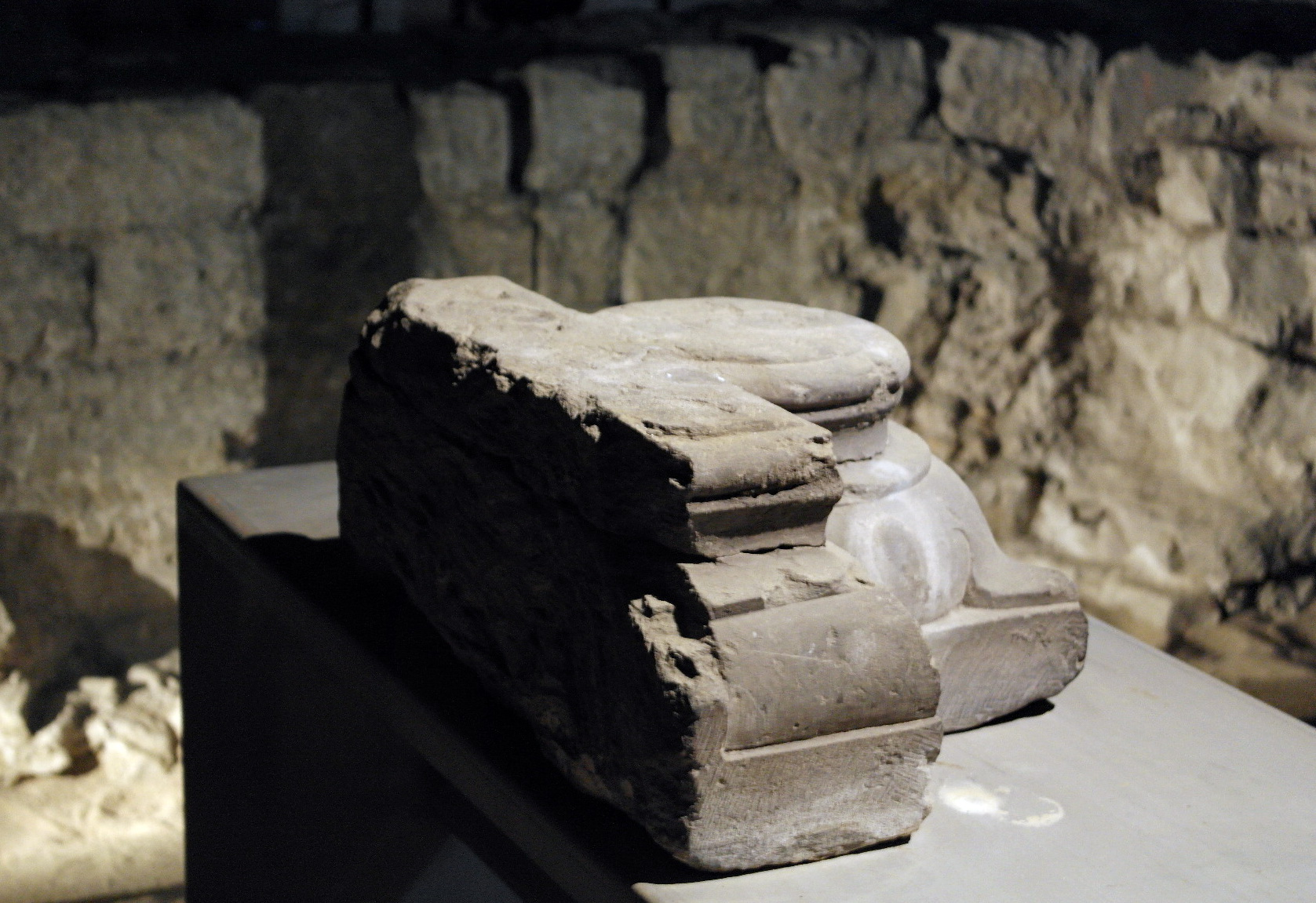
Romaans basement (Archéoforum)
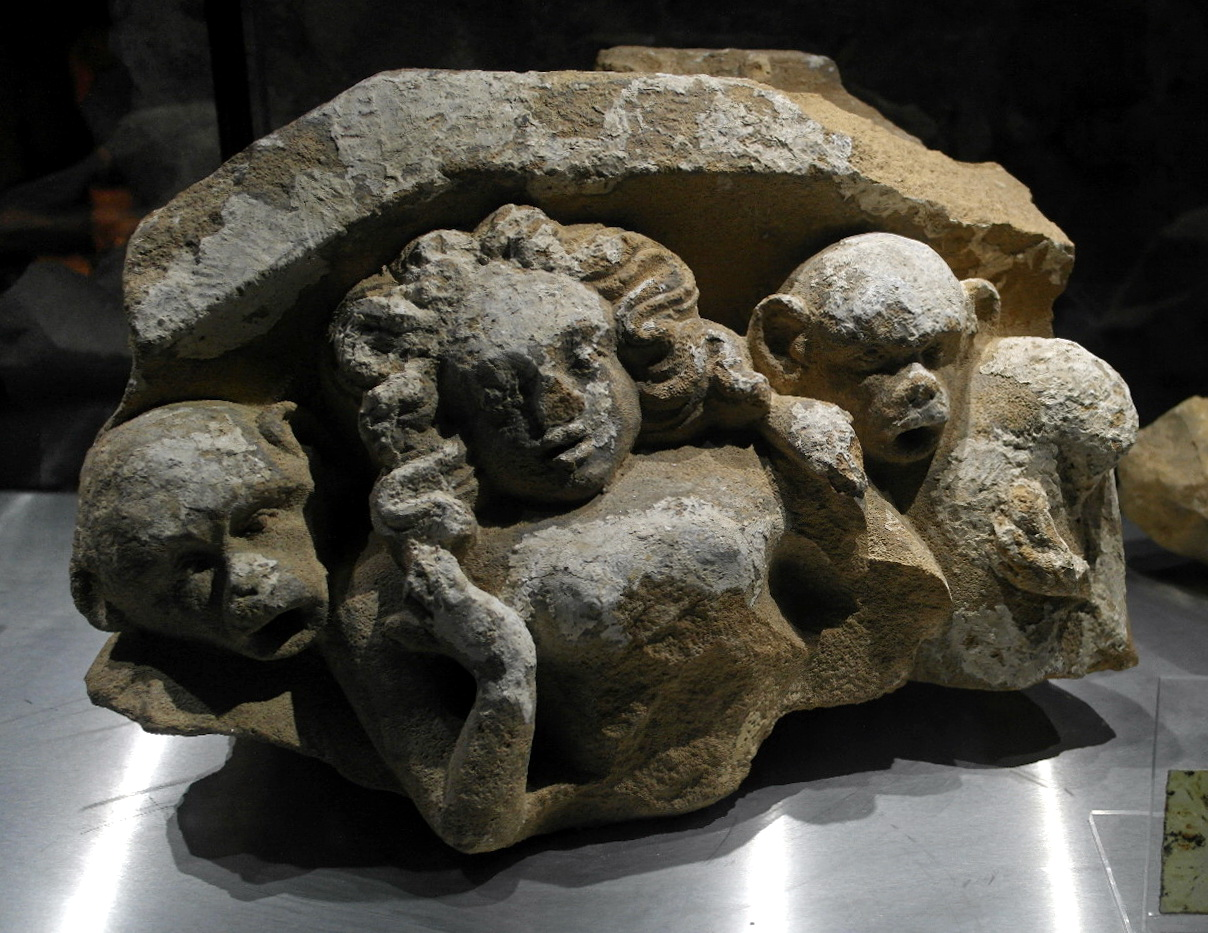
Gotisch beeldhouwwerk (Archéoforum)

### Kerkschat en kunstvoorwerpen
Een deel van de kerkschat van de Sint-Lambertuskathedraal kon in 1794, kort voor de (tweede) inname van Luik door de Fransen, in veiligheid worden gebracht in Hamburg. Deze kunstschatten worden thans tentoongesteld in de Schatkamer van de kathedraal van Luik, gehuisvest in de kruisgang van de Sint-Pauluskathedraal. Tot de topstukken behoren kostbare stoffen uit de vroege en hoge middeleeuwen (waaronder twee lijkwaden van Sint-Lambertus en het kazuifel van David van Bourgondië), een tweetal ivoorreliëfs uit de elfde eeuw, de reliekhouder van Karel de Stoute uit circa 1468 en de reliekbuste van Sint-Lambertus uit circa 1510. Ook enkele beelden en schilderijen konden uit de oude kathedraal worden gered en zijn later overgebracht naar de nieuwe kathedraal. Daaronder bevindt zich een Tenhemelopneming van Maria door Gerard de Lairesse, een doek dat tot 1794 onderdeel was van het barokke hoofdaltaar van de Sint-Lambertuskathedraal.ø

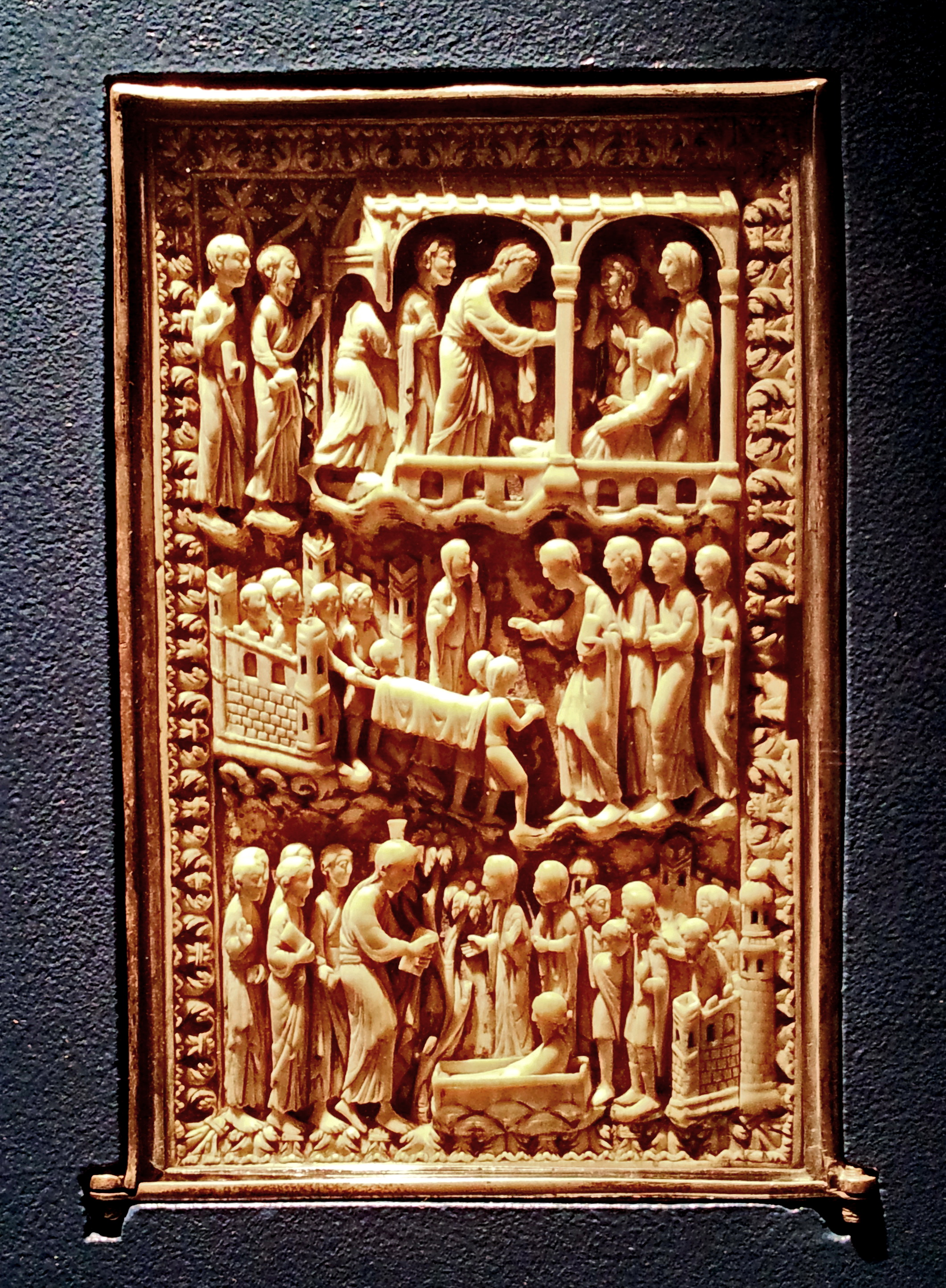
Ivoorreliëf van de drie opwekkingen, 11e eeuw
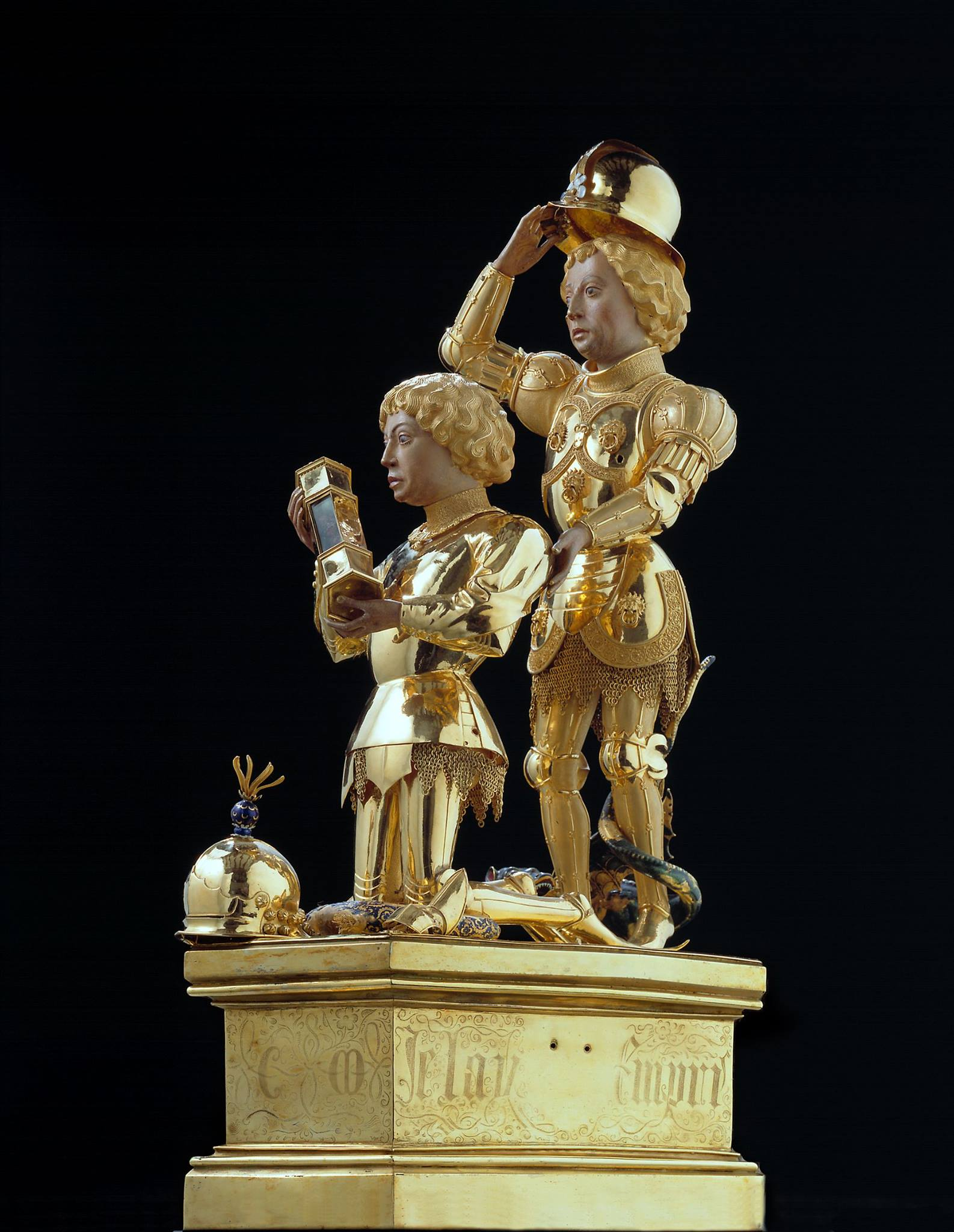
Reliekhouder van Karel de Stoute, ca. 1468
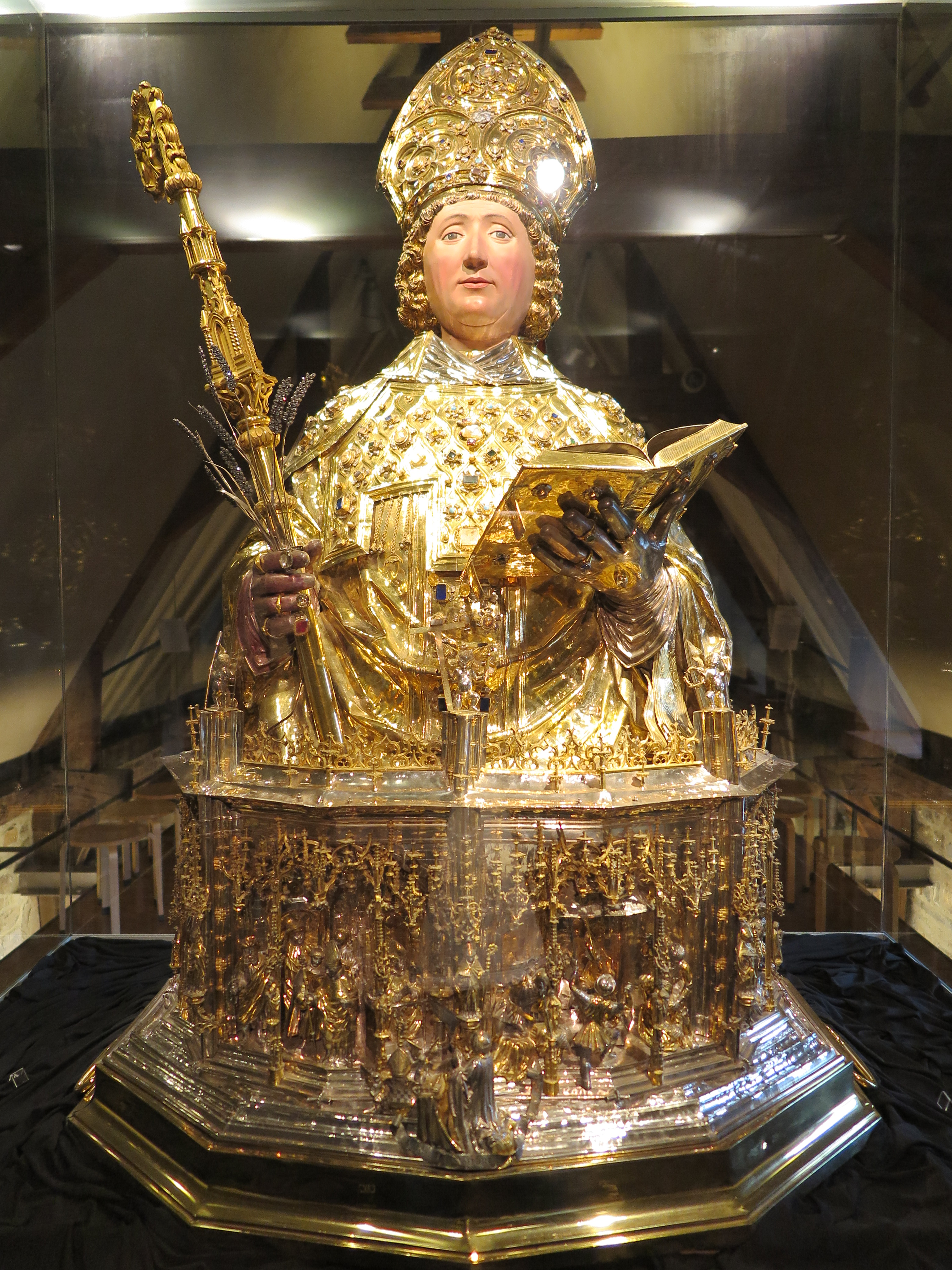
Buste van Sint-Lambertus, ca. 1510
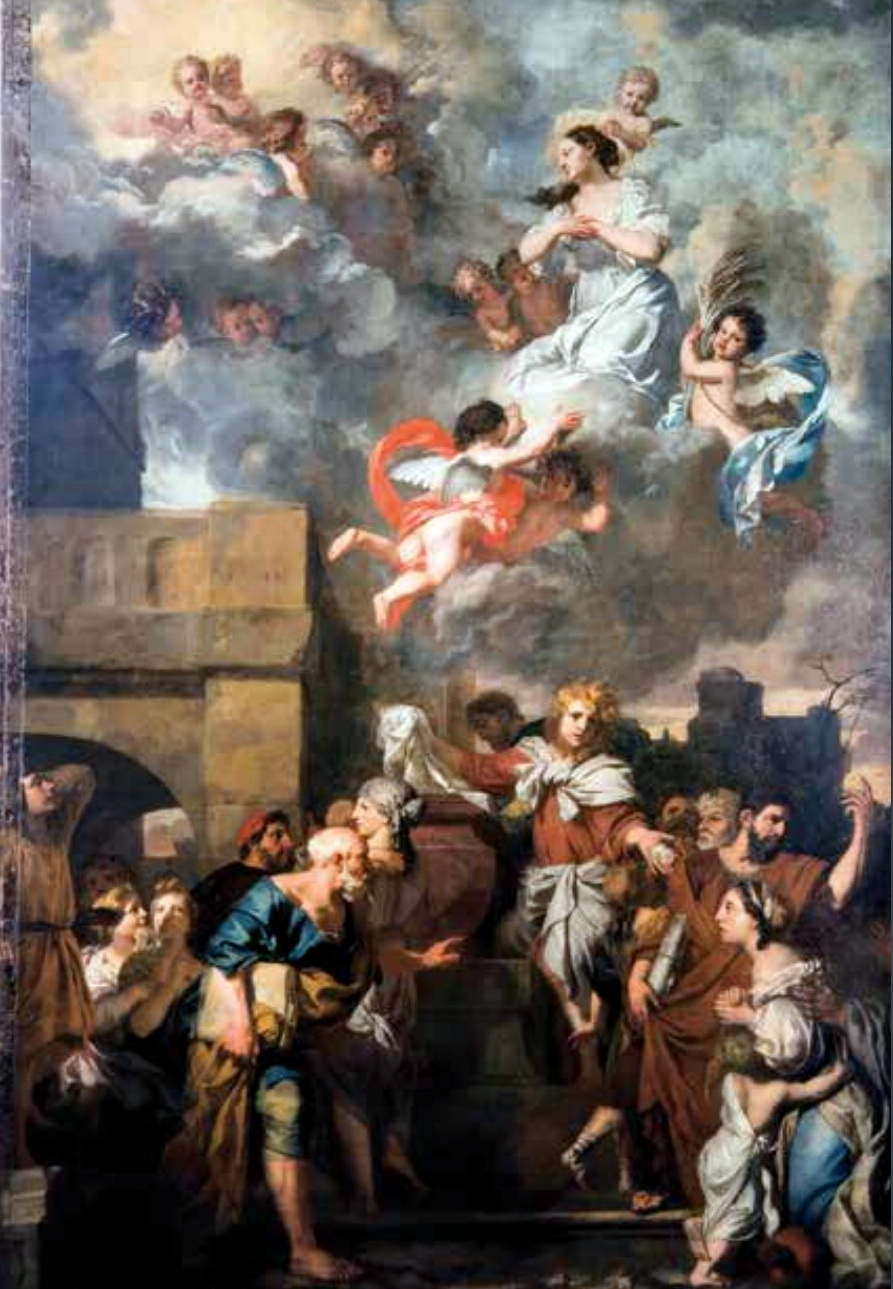
Altaarretabel, Gerard de Lairesse, ca. 1660

### Schilderijen, tekeningen, prenten
Van de kathedraal in haar glorietijd resteren slechts enkele tekeningen en gravures. Ook is de afbraak van de kathedraal en de kerk in ruïneuze staat door diverse kunstenaars vastgelegd. Een beroemde weergave van de kathedraal is te zien op het portret van Napoleon door Jean-Auguste-Dominique Ingres, dat in 1805 door Napoleon tijdens zijn bezoek aan Luik aan de stad werd geschonken. De kathedraal is hier intact afgebeeld, terwijl er in werkelijkheid slechts een ruïne resteerde. Twijfelachtig is de door sommige kunsthistorici naar voren gebrachte suggestie dat de kathedraal zou zijn afgebeeld op minstens twee schilderijen van Jan van Eyck: Maria met kind in een kerk (ca. 1440) en De Maagd van kanselier Rolin (ca. 1435).

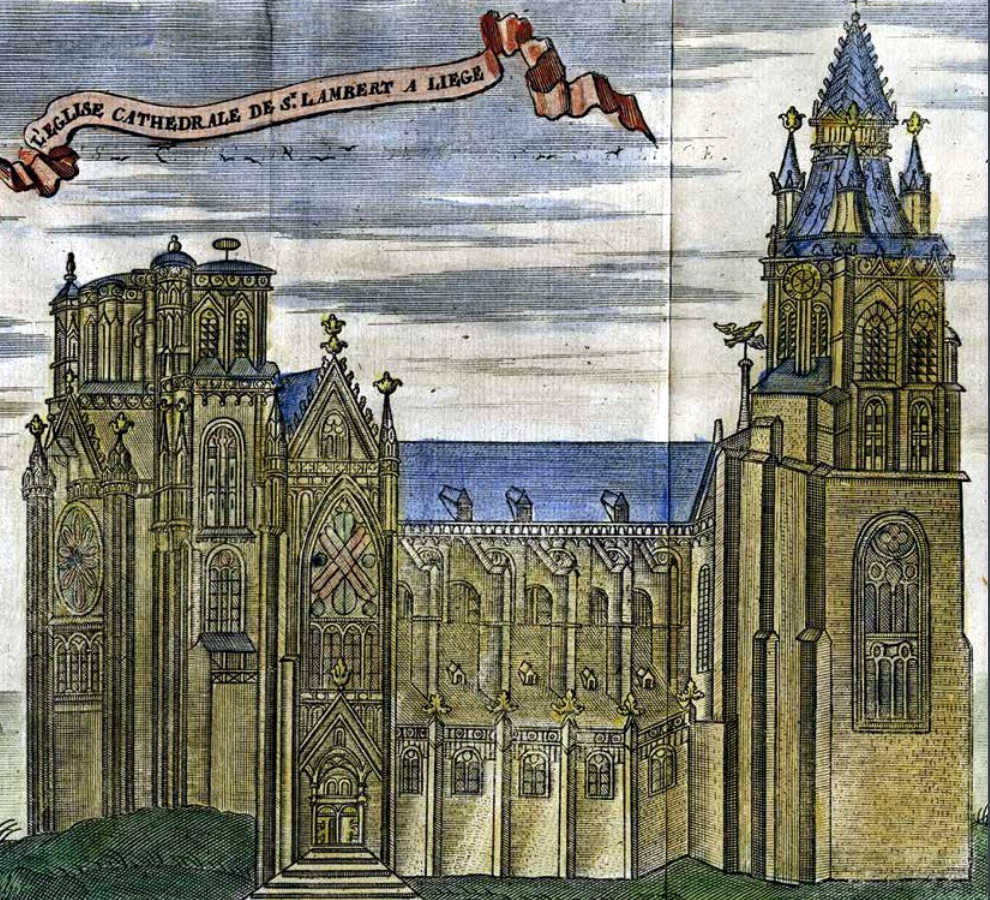
Gravure (1711) naar tekening van Gérard Michel, 1565
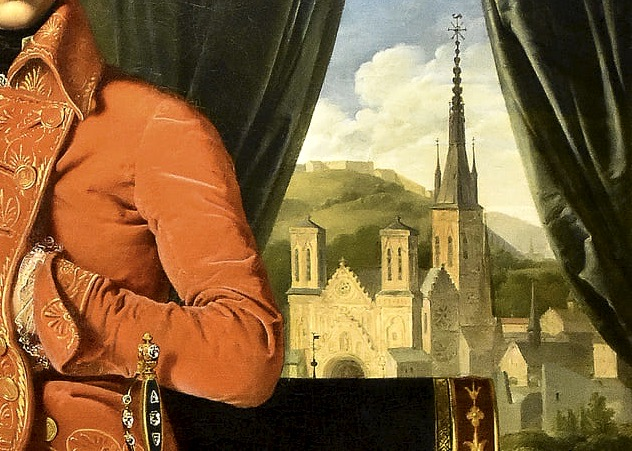
Detail portretschilderij van Napoleon door Ingres, 1804
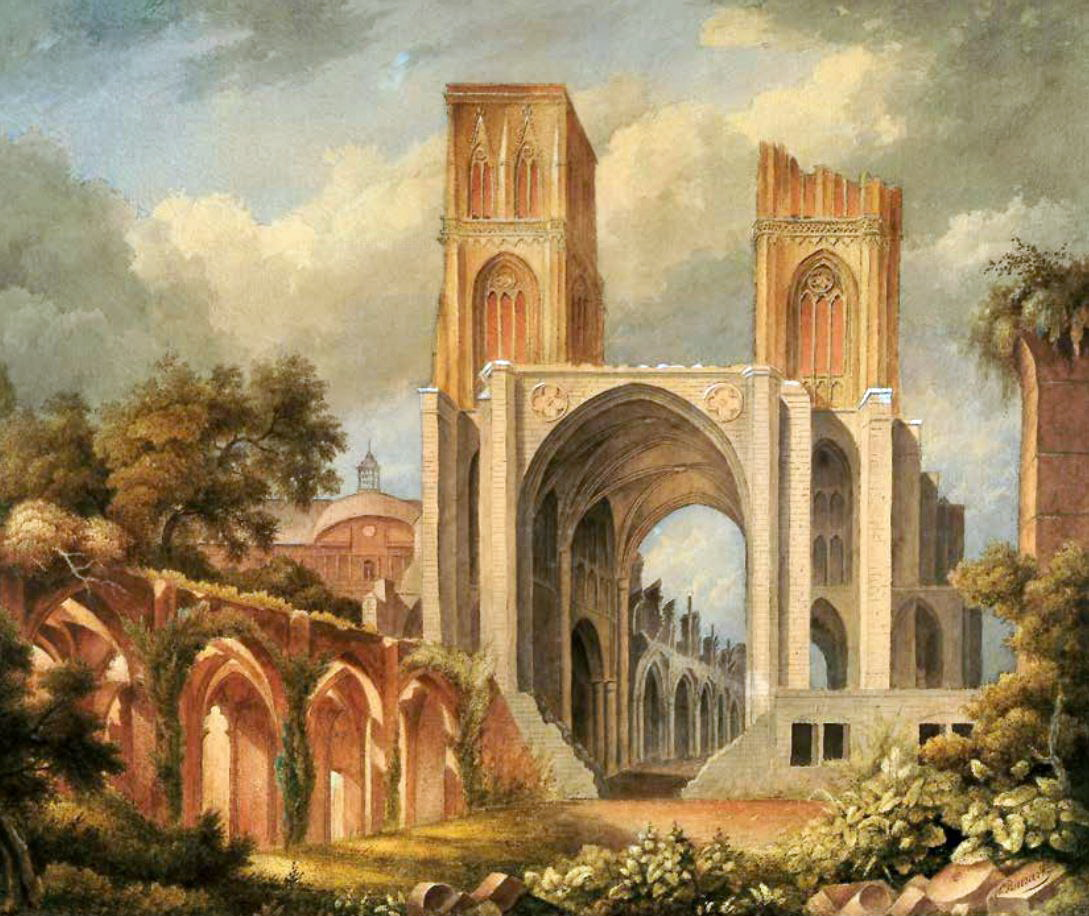
Aquarel door Jean-Nicolas Ponsart, begin 19e eeuw
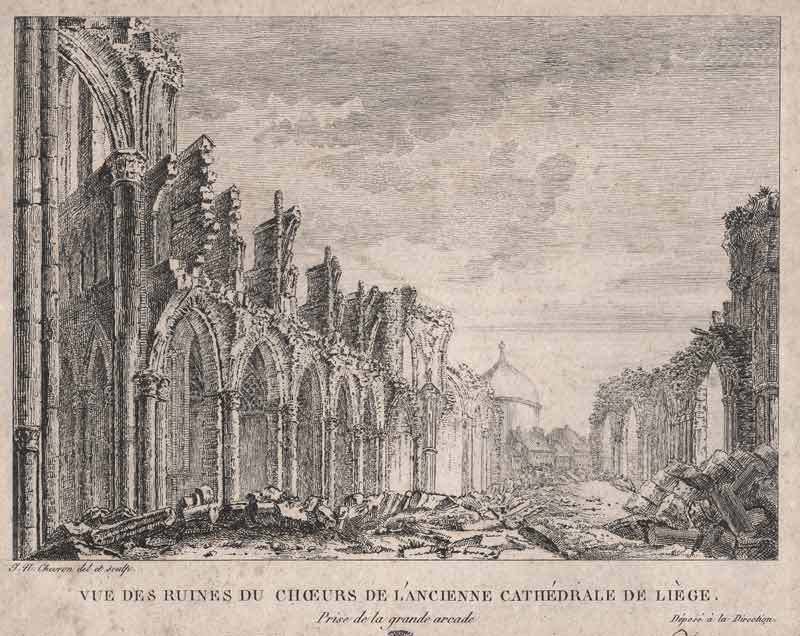
Gravure door Jean-Noël Chevron, begin 19e eeuw

### Maquettes, reconstructie
Zowel in het Grand Curtius als in het Archéoforum bevinden zich diverse maquettes van de gotische kathedraal; in laatstgenoemd museum ook van de ottoons-romaanse voorganger. Een bijzondere reconstructie was het 1:1 schaalmodel van het koor van de kathedraal, dat in 2000 en 2001 op de Place Saint-Lambert was te zien.

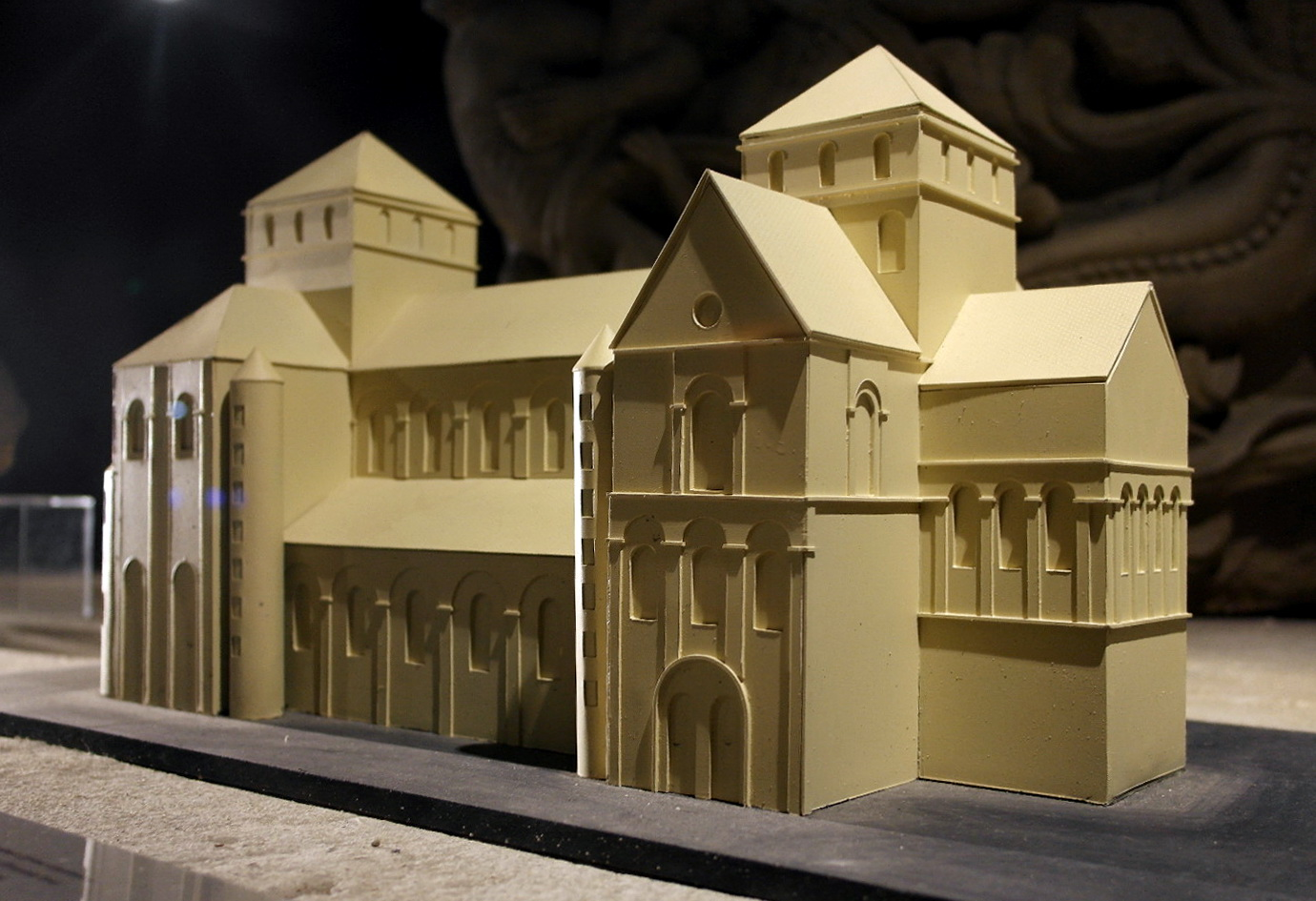
Ottoonse kathedraal (Archéoforum)
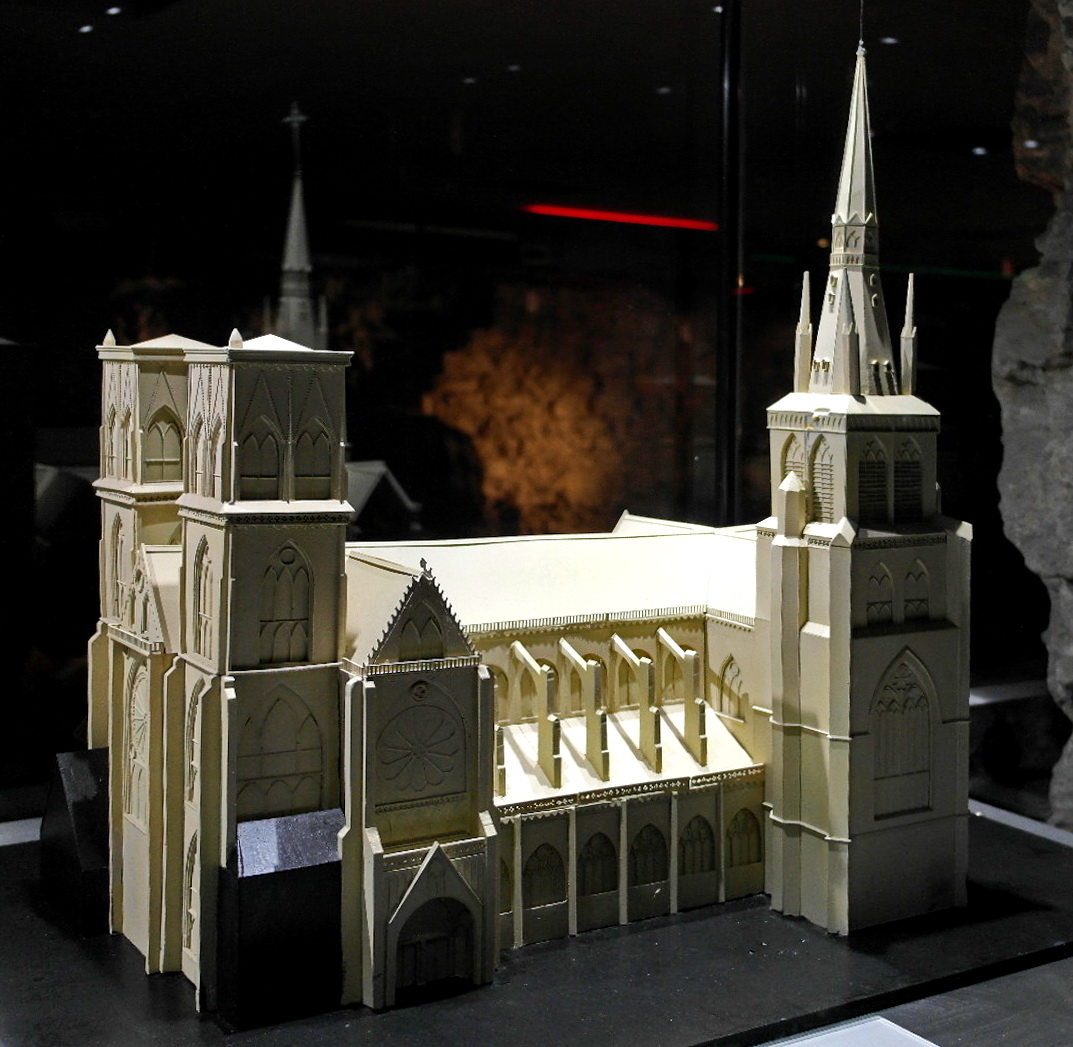
Gotische kathedraal, zuidzijde (Archéoforum)
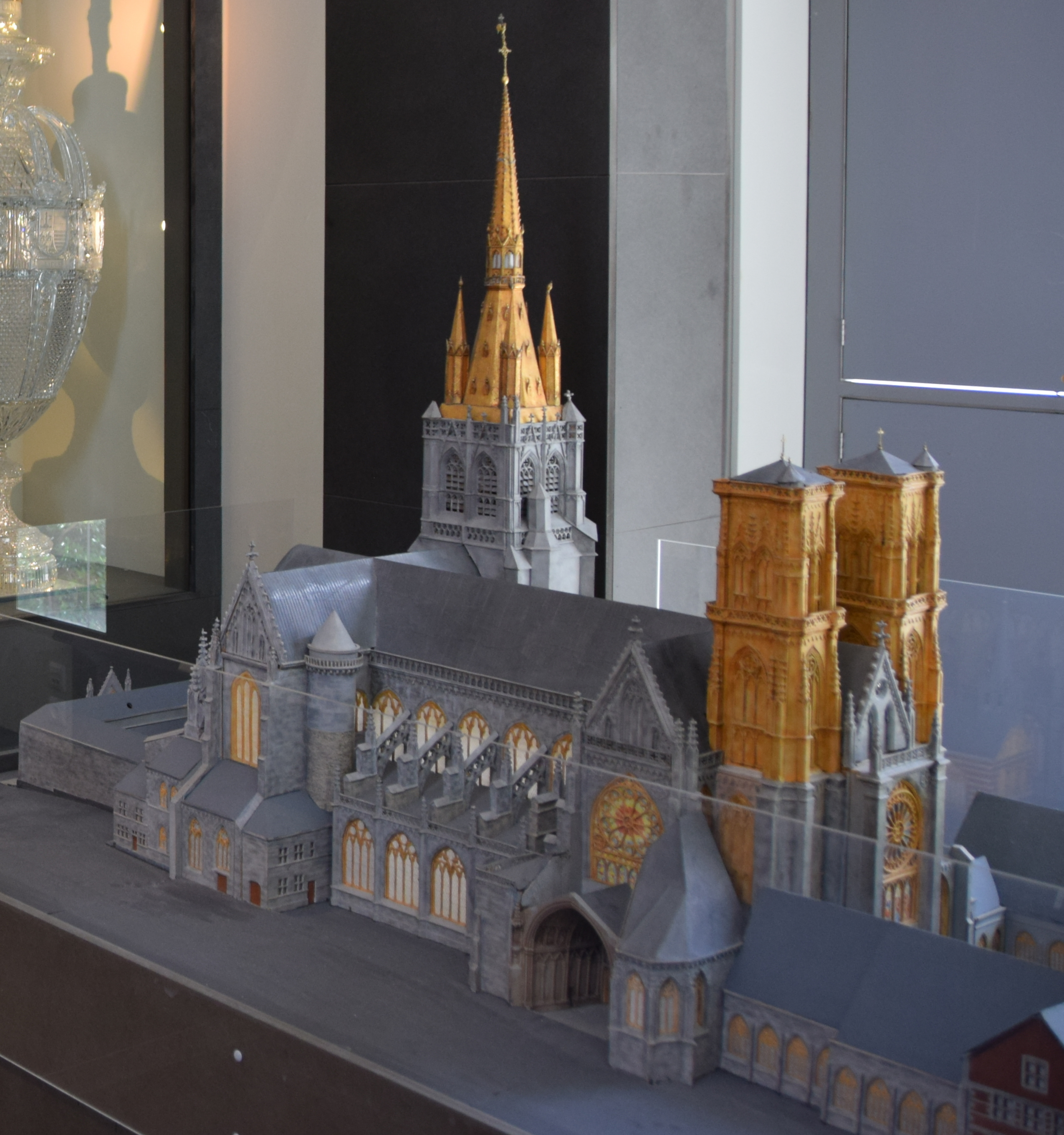
Gotische kathedraal, noordwestzijde (Grand Curtius)
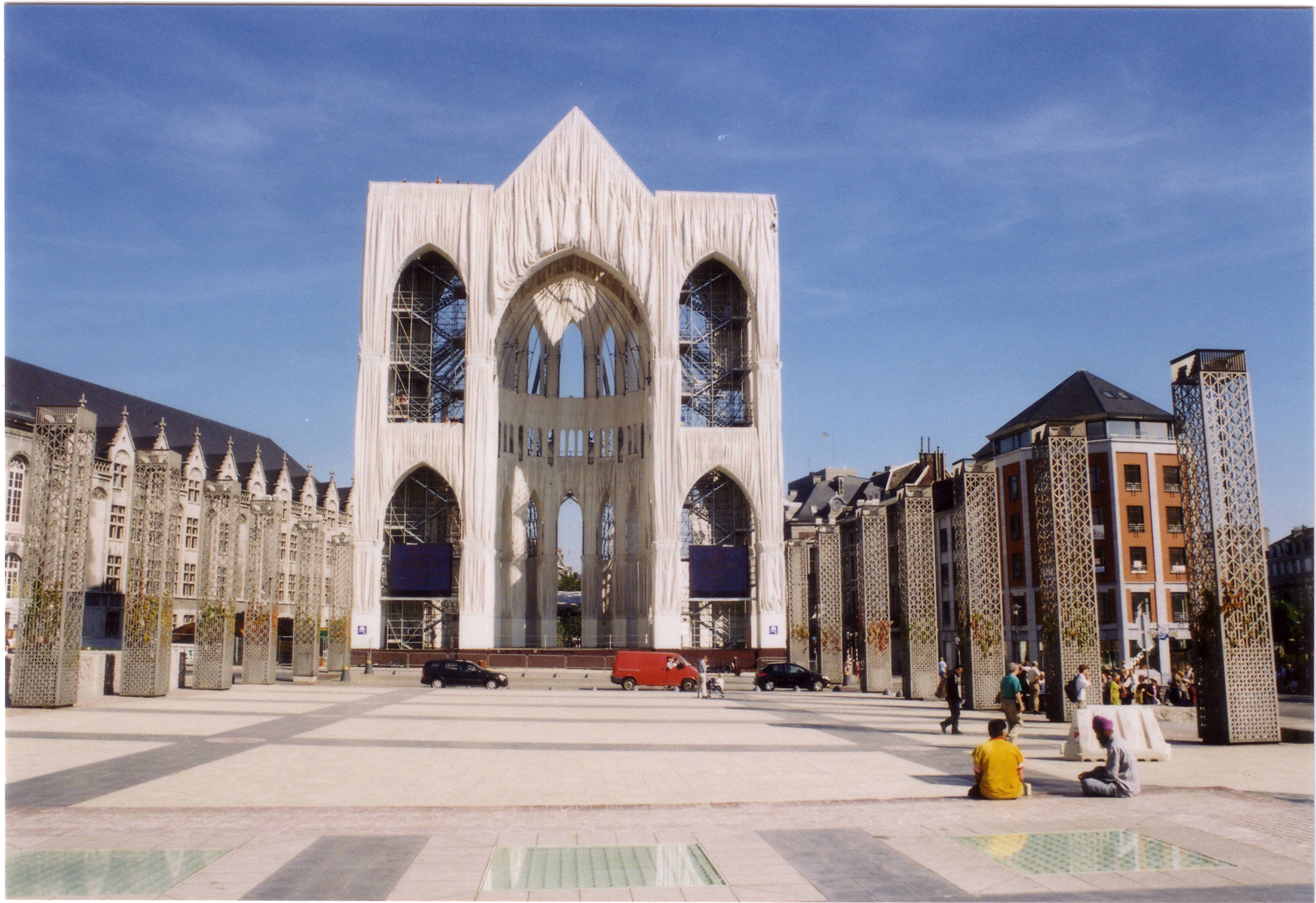
Reconstructie, Place Saint-Lambert, 2000